# Henicorhina anachoreta
Henicorhina anachoreta (лат.) — вид птиц из семейства крапивниковых. Подвидов не выделяют. Эндемик Колумбии.

## Таксономия
Henicorhina anachoreta был впервые описан в 1899 году как подвид серогрудого лесного крапивника (Henicorhina leucophrys). В июне 2016 года Южноамериканский классификационный комитет Американского орнитологического общества присвоил ему видовой ранг, а Международный орнитологический комитет поддержал данное решение.

## Описание
H. anachoreta достигает длины 10—11 см. Макушка и затылок оливково-коричневые, а верхняя часть тела сажисто- или ржаво-коричневая. Горло беловато-серое с нечёткими прожилками, грудь сероватая, а бока красновато-коричневые.

## Распространение и места обитания
H. anachoreta встречается только в Сьерра-Невада-де-Санта-Марта, изолированном горном массиве на севере Колумбии. Обитает во влажных горных лесах на высоте от 2000 до 4000 м над уровнем моря.

## Биология
Пищедобывательное поведение и рацион H. anachoreta в целом аналогичны таковым H. leucophrys. Добывает пищу среди растительности поодиночке или небольшими группами, поднимаясь от земли на высоту всего лишь до 2 м. Питается, по-видимому, исключительно беспозвоночными. Биология размножения не описана.